# Dietmar Kamper
Dietmar Kamper (* 5 octobre 1936 à Erkelenz; † 28 octobre 2001 à Berlin) était un penseur, écrivain et sociologue allemand.
Il étudia à Cologne, Tübingen und Munich. En 1959, il passa son examen de professeur d'éducation physique. En 1963, il obtint son doctorat en philosophie. En 1972, il présenta sa thèse d’État en sciences pédagogiques à l'Université de Marbourg, où il enseigna de 1973 à 1979. À partir de 1979, il enseigna la sociologie et cofonda le centre de recherche d'anthropologie historique à l'Université Libre de Berlin. Ses publications touchent aux thèmes de la civilisation, de l'imagination, du corps et du désir. Il repose à Berlin.

## Quelques publications (en allemand)
- Zur Geschichte der Einbildungskraft ("Histoire de l'Imagination"). Hanser Editeur, Munich Vienne 1981,  (ISBN 3-446-13118-3)
- Das gefangene Einhorn ("La Licorne Prisonnière"). Hanser Editeur, Munich Vienne 1983,  (ISBN 3-446-13533-2)
- Zur Soziologie der Imagination ("Soziologie de l'Imagination"). Hanser Editeur, Munich Vienne 1986,  (ISBN 3-446-14655-5)